# Kraftshofer Forst

Lage des gemeindefreien Gebiets Kraftshofer Forst im Landkreis Erlangen-Höchstadt

Der Kraftshofer Forst ist ein gemeindefreies Gebiet und eine deckungsgleiche Gemarkung im mittelfränkischen Landkreis Erlangen-Höchstadt.
Der 12,18 km² große Staatsforst ist der östlich der Nürnberger Stadtteile Neunhof und Kraftshof gelegene Teil des Sebalder Reichswaldes. Im Norden grenzen die gemeindefreien Gebiete Neunhofer Forst, Kalchreuther Forst und Geschaidt an. Die Bundesstraße 2 bildet die östliche Grenze mit dem Erlenstegener Forst, an deren Kreuzung mit der durch das Gebiet verlaufenden Bundesautobahn 3 befindet sich die Anschlussstelle Nürnberg–Nord. Am südlichen Rand liegt nördlich des Nürnberger Flughafens die Anlage des Golfclubs Nürnberg. Im Südosten ragt Buchenbühl in das Gebiet hinein; die aus Nürnberg kommende Gräfenbergbahn beginnt hier das Gebiet in einem weiten Bogen von Süd nach Osten zu queren. Der Buchenbühl ist mit 390,8 m ü. NN die höchste Erhebung in dem Gebiet.
Die gleichnamige Gemarkung hat wie das gemeindefreie Gebiet eine Fläche von 12,179 km². Sie ist in 68 Flurstücke aufgeteilt, die eine durchschnittliche Fläche von 179108,46 m² haben.

## Gewässer
Die Gründlach durchfließt den Kraftshofer Forst von Ost nach West. Der Hirschsprunggraben entspringt am östlichen Hang des Buchenbühls, der mit 390,8 m ü. NN höchsten Erhebung des Kraftshofer Forstes.

## Schutzgebiete
Der Kraftshofer Forst gehört in den an den Nürnberger Flughafen angrenzenden Teilen zum Landschaftsschutzgebiet Kraftshofer Forst (LSG-00536.14). Bedeutend ist der Naturwald Feuchtwälder im Nürnberger Reichswald, der eine Teilfläche im Kraftshofer Forst hat und das größte Waldschutzgebiet in Mittelfranken ist.

## Sehenswertes
- Nahe Kraftshof befindet sich der sehenswerte Irrhain.
- ein Sühnekreuz, das Frauenkreuz im Kraftshofer Forst

## Bodendenkmäler
- Liste der Bodendenkmäler im Kraftshofer Forst

## Bildergalerie

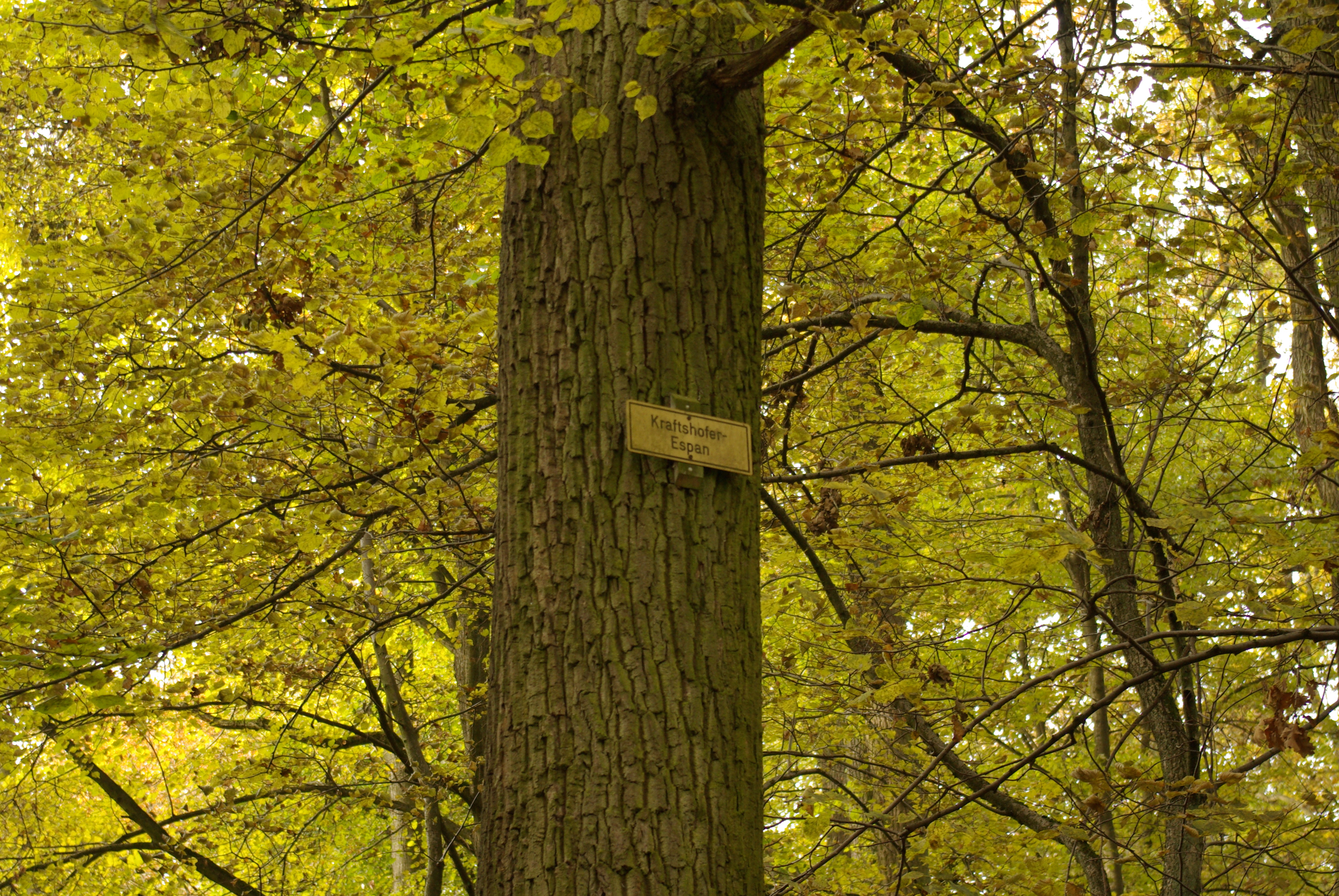
Waldabteilung Kraftshofer Espan im Kraftshofer Forst
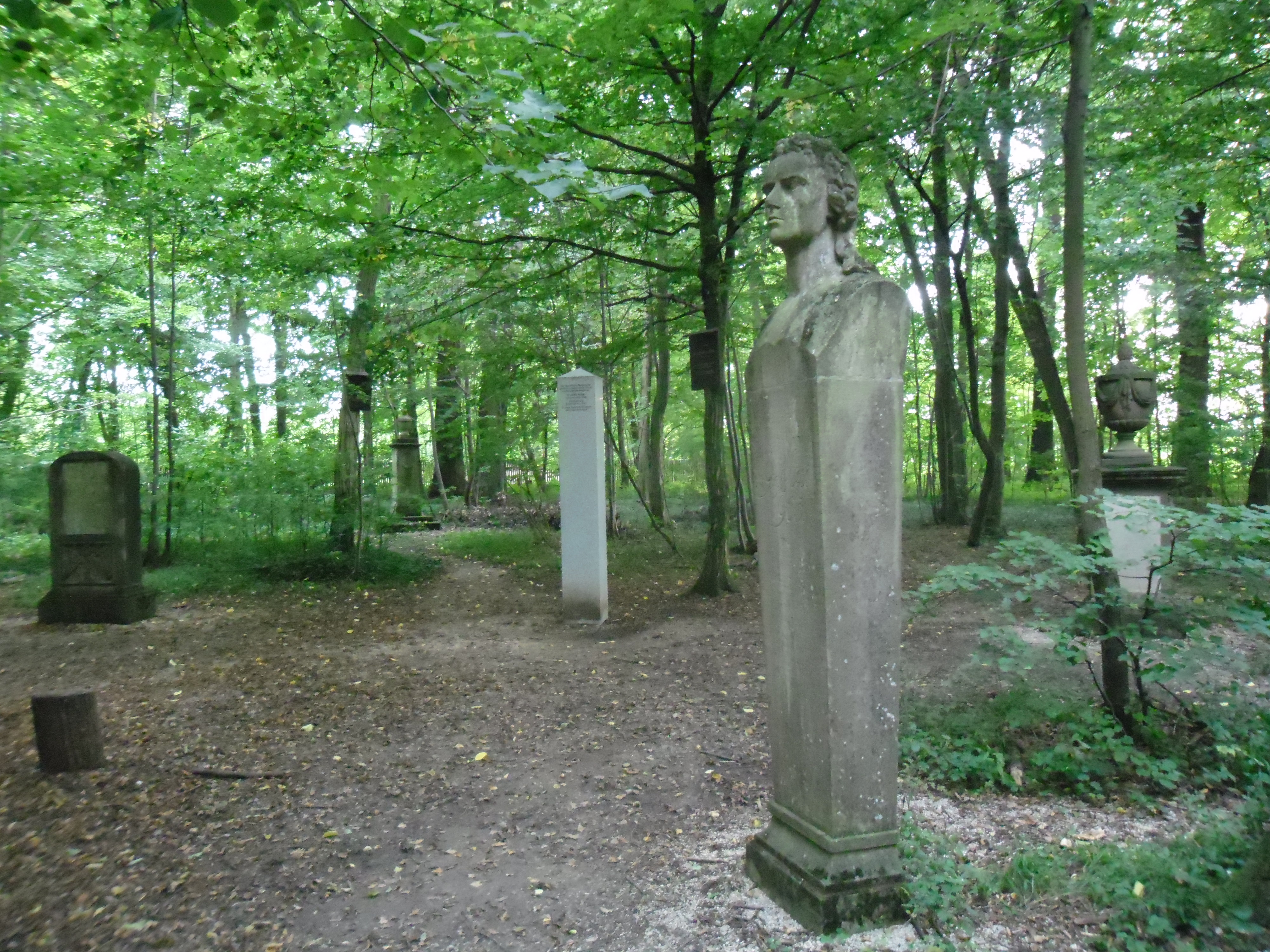
Irrhain Nürnberg
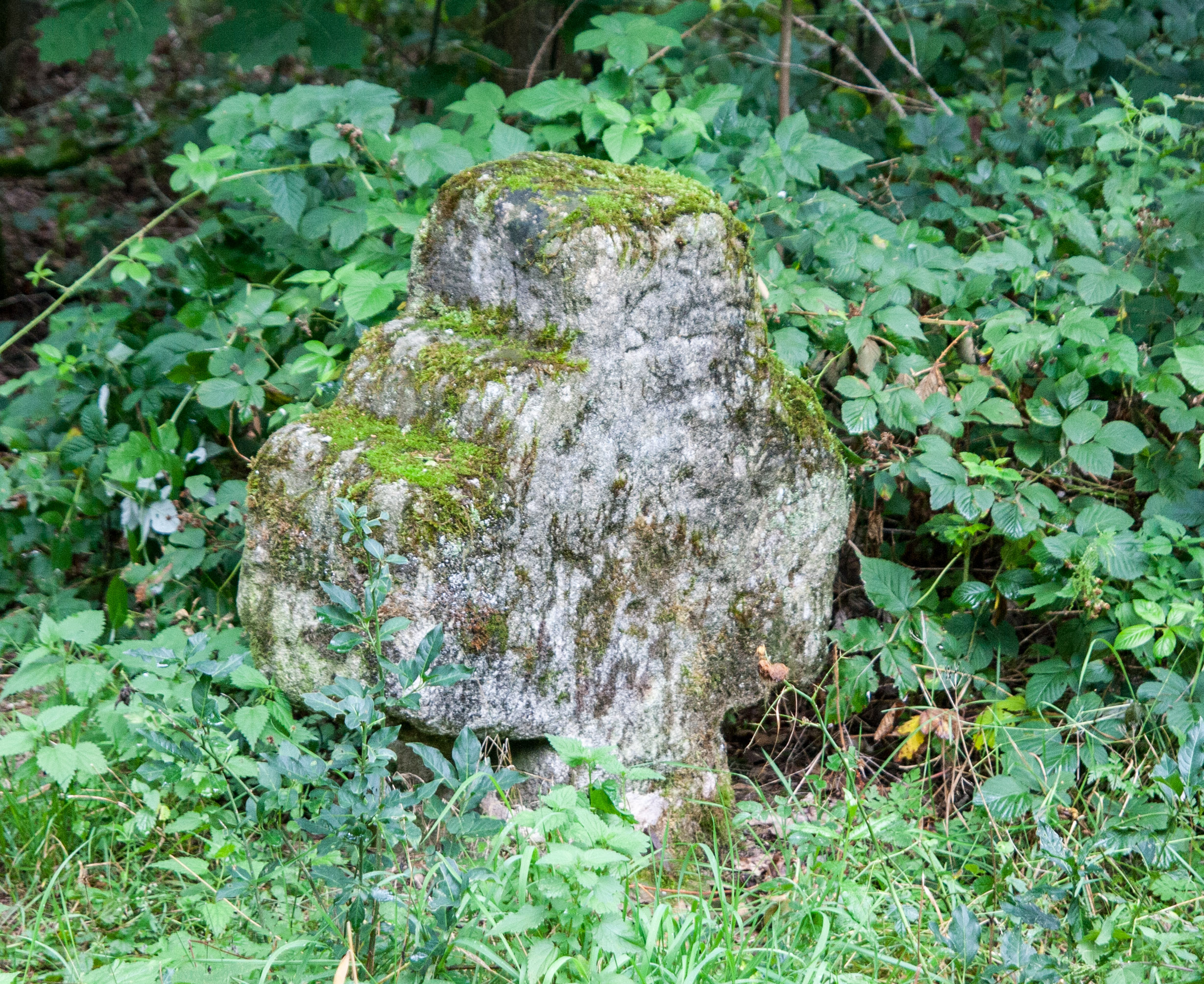
Frauenkreuz